# Hans-Joachim Schubert (General)
Hans-Joachim Schubert (* 22. August 1947 in Helmstedt) ist ein Generalleutnant außer Dienst der Luftwaffe der Bundeswehr.

## Leben

### Ausbildung und erste Verwendungen
Schubert trat 1967 nach dem Abitur als Offizieranwärter in die Luftwaffe ein und wurde am Flugabwehrraketensystem MIM-23 HAWK ausgebildet. 1970 erfolgte die Ernennung zum Leutnant. Danach war er als Zugführer, S3-Offizier und Erkundungsoffizier eingesetzt.

### Dienst als Stabsoffizier
Von 1980 bis 1982 absolvierte Schubert den 25. Generalstabslehrgang Luftwaffe an der Führungsakademie der Bundeswehr in Hamburg, wo er zum Offizier im Generalstabsdienst ausgebildet wurde. Anschließend war er Dezernatsleiter im Kommando 4. Luftwaffendivision, Referent im Führungsstab der Luftwaffe im Bundesministerium der Verteidigung in Bonn, Branch Chief SAM HQ 2. ATAF und Dozent/Tutor an der Führungsakademie der Bundeswehr in Hamburg. Von 1991 bis 1994 war Schubert Kommandeur der Flugabwehrraketengruppe 31. In der Kommandeurzeit verlegte die Gruppe von der Timke-Kaserne in Westertimke in die Siebenbuche-Kaserne in Sanitz.
Danach war Schubert Gruppenleiter für bodengebundene Luftverteidigung und Objektschutz Luftwaffe im Luftwaffenführungskommando in Köln und von 1996 bis 1999 Referatsleiter des Referats III 2 (Einsatz von Luftverteidigungskräften) im Führungsstab der Luftwaffe im Bundesministerium der Verteidigung in Bonn.

### Dienst als General
Ab April 1999 war Schubert Brigadegeneral und Chef des Stabes des Luftwaffenführungskommandos in Köln und von 2001 bis 2003 Kommandeur der 2. Luftwaffendivision in Birkenfeld. Von Oktober bis Dezember 2003 war er Stellvertreter des Befehlshabers des Luftwaffenführungskommandos. Ab Januar 2004 war Schubert Generalleutnant und Kommandeur Kommando Operative Führung Luftstreitkräfte, Commander Combined Air Operations Centre 2 und Director Reaction Force Air Staff. Nach der Auflösung von letzterem Ende 2004 war er ab dem 1. Januar 2005 Executive Director des Joint Air Power Competence Centre der NATO in Kalkar.

### Privates
Schubert ist verheiratet und hat zwei Töchter.